# Люк Мбете
Люк Мбете-Табу (англ. Luke Mbete-Tabu, нар. 18 вересня 2003, Лондон, Англія) — англійський футболіст конголезького походження, центральний захисник «Манчестер Сіті».
На правах оренди грає в клубі «Нортгемптон Таун».

## Ігрова кар'єра

### Клубна
Люк Мбете є вихованцем клубної академії «Брентфорда». У 2016 році він приєднався до молодіжної команди «Манчестер Сіті». У 2020 році Люк став переможцем Молодіжного Кубку Англії. 21 вересня 2021 року у матчі Кубку ліги проти «Вікомб Вондерерз» Мбете дебютував у першій команді «містян».
Сезон 2022/23 футболіст почав в оренді в клубі «Гаддерсфілд Таун» але вже в січні «Ман Сіті» перервав орендний договір і решту сезону Мбете грав в оренді в «Болтон Вондерерз».
Сезон 2023/24 Мбете провів в оренді в нідерландському клубі другого дивізіону «Ден Босх». Після закінчення оренди футболіст повернувся до «Манчестер Сіті» і в серпні 2024 року знову відбув в оренду. Його клубом до кінця сезону став клуб Першої ліги «Нортгемптон Таун».

### Збірна
З 2018 року Люк Мбете захищає кольори юнацьких збірних Англії.

## Досягнення
Болтон Вондерерз
 Переможець Трофея Футбольної ліги: 2022/23